# ファースト・デイト (岡田有希子の曲)
「ファースト・デイト」は岡田有希子の楽曲で、デビューシングルである。1984年4月21日に、キャニオン・レコード（現：ポニーキャニオン）から発売された。
岡田のアイドル歌手デビュー当時のキャッチコピーは「素敵の国からやって来たリトルプリンセス」「いつまでも一緒にいてね」であった。

## 概要
表題曲は、竹内まりやが作詞・作曲を手掛け、コーラスでも参加している。竹内は以降、岡田の5作のシングルに携わっている。グリコ協同乳業（現「グリコ乳業」）「グリコ・カフェゼリー」CMソングに使用された。初デートに誘われて嬉しい反面「自分は全然目立つ女の子じゃないのに」と不安な気持ちが歌われている。
累計で10.6万枚のセールスを記録した。
1984年5月31日放映のTBSテレビ『ザ・ベストテン』では、同1984年デビューの菊池桃子と共に「今週のスポットライト」で初出演、同曲を歌唱した。
この曲で、第3回『メガロポリス歌謡祭』最優秀ダイヤモンド賞を受賞した。

## 収録曲
1. ファースト・デイト
  - 作詞・作曲：竹内まりや　編曲：萩田光雄
2. そよ風はペパーミント
  - 作詞：田口俊　作曲・編曲：大村雅朗

## カバー
セルフカバー
- 2019年3月26日にNHKで放送された「竹内まりや Music & Life」では、竹内自身によるセルフカバー版のレコーディングの様子が放送され、同年9月4日発売のベスト&レア・トラック集『Turntable』に収録された。編曲は竹内の意向で極力オリジナルに近くされている[3]。

その他のカバー
- 2013年、岡田と同じサンミュージックプロダクションからデビューしたアイドルグループ「さんみゅ〜」によってカバーされ、同年1月23日発売の「くちびるNetwork」の初回生産限定盤Aにカップリング曲として収録された。
- 2014年1月13日から、サンミュージックアカデミー米子校の生徒で結成された鳥取県のローカルアイドル「Chelip」も「さんみゅ〜」バージョンを「さんみゅ〜マネジャー公認」としてライブで披露している。